# Garmin
Garmin este un producător de tehnologii de navigare GPS. Navigatoarele Garmin sunt concepute pentru diverse aplicații, care includ echipamentele pentru automobile, aviație, marină, de călătorie și echipamente sportive, precum și echipamente pentru aplicatii wireless. 
 Garmin Ltd.  este compania mamă elvețiană formată dintr-un grup de companii fondate în 1989 de către Gary Burrell și Min Kao. Filiala sa Garmin International, Inc. servește ca sediu central în SUA și se află în Olathe, Kansas, Statele Unite ale Americii. Cea mai mare filială de operare și unitate de producție primară al Garmin Limited este Garmin (Asia) Corporation, cu sediul în Xizhi District, Taiwan, un cartier din New Taipei City.

## Istoric

### Fondarea
În 1983 Gary Burrell îl recrutează pe Min H. Kao, de la contractantul Ministerului Apărării, Magnavox, în timp ce acesta lucra pentru fosta companie King Radio. Împreună, în anul 1989, ei pun bazele companiei sub numele de ProNav, în orașul Lenexa, Kansas. Primul produs ProNav fiind o unitate GPS care sa vândut pentru suma de 2.500$. Mai târziu numele comaniei devine Garmin, format din prenumele celor doi ingineri. La scurt timp, în 1991, Armata Americană devine primul client al companiei.

### Dezvoltarea companiei
În anul 2007, compania a realizat venituri de 3,1 miliarde dolari, în creștere cu 79% față de anul 2006. Tot în anul 2007, Garmin a atins o cotă de 47% pe piața din Statele Unite.

## Garmin în România
Compania operează și în România, în Cluj-Napoca, cu numele de Garmin Cluj, unde a realizat, din fonduri publice, o hartă rutabilă a României numită Atlasul Digital al Romaniei. În plus Garmin Cluj este implicată în proiecte legate de sistemele de navigație auto OEM, GARMIN nüvi® și dispozitive de navigație personală GARMIN zumo®, dispozitive de fitness vívofit®, aplicații de navigație pentru smartphone-uri pe mai multe platforme și aplicații globale Java Server.